# گاه‌شماری پارسی قدیم
گاهشماری فارسی باستان یا گاهشماری هخامنشی نوعی از گاه‌شماری است که با تأثیر از گاهشماری شمسی- قمری بابلی در نواحی غربی ایران رواج پیدا کرده بود. این گاهشماری داری چهار فصل و دوازده ماه بود که نام نه ماه آن به زبان فارسی باستان در کتیبهٔ بیستون موجود است و نام سه ماه دیگر نیز از متون ایلامی استخراج شده‌است. این گاهشماری ۳۶۰ روزه بوده‌است و روزهای باقی مانده، کبیسه می‌شده‌اند، گاهشماری اوستایی در میانه‌های دوران حکومت هخامنشیان جایگزین این گاه‌شماری شد، اما احتمال آن نیز هست که این گاهشماری تا انتهای دوران حکومت هخامنشیان در کنار گاهشماری اوستایی به حیات خود ادامه داده‌باشد.

## پیدایش گاهشماری پارسی باستان
یکی از لازمه‌های کشاورز شدن افراد و تشکیل اقتصادی مبتنی بر کشاورزی داشتن تقویمی برمبنای حرکت و موقعیت خورشید در پهنهٔ آسمان بود، که در دوران حکومت هخامنشیان این نیاز به تقویم و همچنین همسایگی و تاثیرپذیری از تمدن بابل موجب پیدایش و رواج نوعی گاهشماری شمسی-قمری در ایران، به ویژه در نواحی غربی ایران شد که امروزه به آن گاه‌شماری پارسی باستان یا گاه‌شماری هخامنشی گفته می‌شود.